# Alfred Hückler

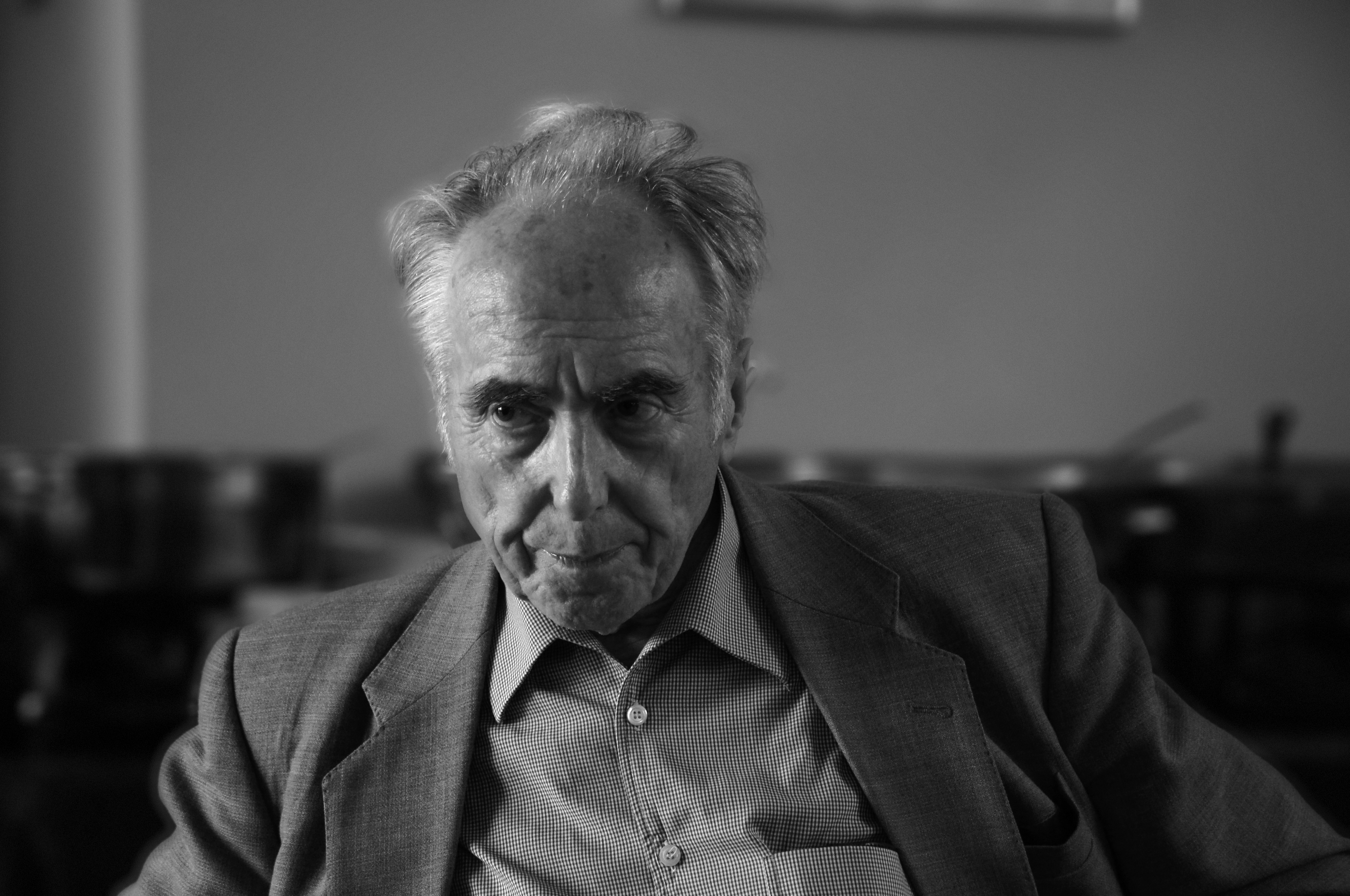
Alfred Hückler, 2011

Alfred Hückler (* 25. April 1931 in Berlin; † 3. März 2021) war ein deutscher Industriedesigner und Designtheoretiker. Von 1970 bis 1996 lehrte er Designgrundlagen und -theorie an der Kunsthochschule Berlin-Weißensee (KHB), deren Rektor er nach der Wiedervereinigung von 1991 bis 1996 war.

## Biografie
Alfred Hückler studierte nach dem Abitur zuerst Feinwerktechnik. Anschließend entwarf und entwickelte er 18 Jahre in der Industrie mechanische, optische und elektronische Geräte. 1971/72 legte er die Prüfung für das Diplom im Fach Formgestaltung an der Kunsthochschule Berlin-Weißensee bei Rudi Högner ab. Seit den 1960er Jahren beschäftigt er sich mit geometrischen Gestaltungsthemen wie Formentwicklung, Stapelbarkeit oder Designästhetik.
Ab 1970 bis zur Emeritierung 1996 war er durchgehend an der Kunsthochschule Berlin-Weißensee als Hochschullehrer tätig.
Neben der Lehrtätigkeit war er Mitglied in Gremien und Organisationen wie der zentralen Arbeitsgemeinschaft „Technische Formgestaltung“ der Kammer der Technik (KdT) in der DDR, Jurys des Rates für Gestaltung und Plagiarius sowie ICSID Kongressen in London, Moskau, Norwegen und Finnland.
Weiterhin ist er Gründungs- und Ehrenmitglied der Mart-Stam-Gesellschaft und Mitglied des Deutschen Werkbundes.

## Tätigkeitsschwerpunkte
Alfred Hückler gehört zu den wenigen Gestaltern und Desigtheoretikern, die sich besonders mit Grundlagen der Designarbeit auseinandersetzen. Dies betrifft insbesondere die ästhetischen Aspekte der Geometrie als mathematische Disziplin und Fragen der Designtheorie in Bezug auf soziale und nutzungsbezogene Aspekte. Dies begründete auch das von ihm 1978 an der Kunsthochschule Berlin-Weißensee eingeführte Lehrgebiet Designgeometrie. Beides prägte mehrere Generationen von Designabsolventen der Kunsthochschule.
Weitere Lehraufträge erhielt er aus Oslo 1982–88, Prag 1989, Halle/S. und Potsdam 2000.
Zusätzlich zu der Lehrtätigkeit verfasste er zahlreiche Schriften und Artikel in Fachgremien der KDT, Designzeitschriften oder Fachbüchern.

## Publikationen
- Konstruktion und Formgestaltung In: Die Technik (Berlin) 17 1962, Nr. 10
- Formgestaltung als grundlegender Bestandteil der Entwicklung technischer Erzeugnisse In: Die Technik (Berlin) 22 1967, Nr. 12
- Technische Formgestaltung. Leitlinien, Co-Autor mit Camillo Sitte (Schriften der Kammer der Technik, Verlag der Kammer der Technik). Berlin 1968
- Materialökonomie und Formgestaltung In: Technische Gemeinschaft (Berlin) 18 1970, Nr. 9
- Arbeitsstufen der Gestaltung, Co-Autor mit Camillo Sitte In: form + zweck (Berlin) 4 1972, Nr. 2
- Möbel für den Unterricht In: form + zweck (Berlin) 5 (1973), Nr. 2
- Zielorientierung Minimalform. Teil 1 In: form + zweck (Berlin) 5 1973, Nr. 3
- Zielorientierung Minimalform. Teil 2 In: form + zweck (Berlin) 5 1973, Nr. 4
- Herausbildung spezifischer Leistungsfähigkeit In: form + zweck (Berlin) 6 1974, Nr. 2
- Formgestaltung! – Formgestaltung? In: Technische Gemeinschaft (Berlin) 22 1974, Nr. 4
- Zwischen kompakt und anthropologisch In: form + zweck (Berlin) 7 1975, Nr. 2
- Das Unersetzbare an der Formgestaltung In: form + zweck (Berlin) 7 1975, Nr. 5
- Ästhetische Arbeitsumweltgestaltung In: Schrift des Amtes für Industrielle Formgestaltung zum Kongress des International Council of Societies of Industrial Design (ICSID) in Moskau 1975. Berlin 1975
- Erzeugnisentwicklung und Industrielle Formgestaltung (Schriften der Kammer der Technik, Verlag Kammer der Technik). Berlin 1976
- Die Ingenieurform In: form + zweck (Berlin) 8 1976, Nr. 3
- Der Weg zum Gegenständlichen In: form + zweck (Berlin) 9 1977, Nr. 5
- Geometrie und die Erneuerung der Form In: form + zweck (Berlin) 10 1978, Nr. 1
- Formwirksame Faktoren im gegenseitigen Bestimmungszwang In: 4. Kolloquium zu Fragen der Theorie und Methodik der industriellen Formgestaltung der Hochschule für Industrielle Formgestaltung Halle – Burg Giebichenstein (Schrift der Hochschule für Industrielle Formgestaltung Halle Burg Giebichenstein), Halle 1980
- Formen finden In: form + zweck (Berlin) 12 1980, Nr. 2
- Sinnliche Mathematik In: form + zweck (Berlin) 13 1981, Nr. 1
- Einführung in die Industrielle Formgestaltung. Lehrbrief 1 und 2 (Schriften der Kammer der Technik, Verlag der Kammer der Technik). Berlin 1982
- Formgestaltung von Geräten In: Werner Krause (Hg.): Gerätekonstruktion (Verlag Technik). Berlin 1982, Kapitel 7, S. 600–634.
- Formgestaltung in der Feingerätetechnik In: Feingerätetechnik (Berlin) 31 1982, Nr. 6
- Einführung in die Industrielle Formgestaltung. Lehrbrief 1 und 2 (Schriften der Kammer der Technik, 2. Auflage). Berlin 1983
- Formen für Funktionen In: form + zweck (Berlin) 15 1983, Nr. 4
- Stapeln. Teil 1 In: form + zweck (Berlin) 15 1983, Nr. 6
- Stapeln. Teil 2 In: form + zweck (Berlin) 16 1984, Nr. 1
- Stapeln. Teil 3 In: form + zweck (Berlin) 16 1984, Nr. 2
- Stapeln. Teil 4 In: form + zweck (Berlin) 16 1984, Nr. 3
- Formgestaltung von Geräten In: Werner Krause (Hg.): Gerätekonstruktion (Sowjetischer Verlag der Wissenschaften). Moskau 1985
- Formgestaltung der Konsumgüter. Lehrbrief (Schriftenreihe der Fachschule für Binnenhandel, 1.–7. Auflage). Dresden 1986
- Formgestaltung von Geräten In: Werner Krause (Hg.): Gerätekonstruktion (Hüthig-Verlag). Heidelberg 1986
- Geometrie – Bindeglied zwischen Konstruktion und Design In: Feingerätetechnik (Berlin) 35 1986, Nr. 1
- Einhandscheren. Werkzeuge – Funktion und Form In: Kunsterziehung (Berlin) 33 1986, Nr. 1/2
- Herstellform In: form + zweck (Berlin) 18 1986, Nr. 2
- Sätze zur Fläche In: form + zweck (Berlin) 18 1986, Nr. 3
- Telefon. Werkzeuge – Funktion und Form In: Kunsterziehung (Berlin) 33 1986, Nr. 3
- Schreibmaschinen In: Kunsterziehung (Berlin) 33 1986, Nr. 5
- Eßbestecke In: Kunsterziehung (Berlin) 33 1986, Nr. 9
- Mikroskope In: Kunsterziehung (Berlin) 33 1986, Nr. 10
- Rasiergeräte In: Kunsterziehung (Berlin) 33 1986, Nr. 11
- Zum Aufbau der Form und Bedeutungen von Industrieerzeugnissen In: 11. designtheoretisches Kolloquium der Hochschule für Industrielle Formgestaltung Halle – Burg Giebichenstein (Schrift der Hochschule für Industrielle Formgestaltung Halle – Burg Giebichenstein), Halle 1987
- Formgestaltung von Geräten In: Werner Krause (Hg.): Gerätekonstruktion (Verlag der Technik, 2. Auflage). Berlin 1987
- Vom Umweltbewusstsein zu Ökowissen in der Designlehre In: Ökologie und Design (Schriftenreihe der Hochschule der Künste Berlin: Design Transfer), Berlin 1990
- Design contra Abfall In: form + zweck (Berlin) 23 1991, Nr. 1
- Umweltgerechtes Verpackungsdesign In: Rat für Formgebung (Hg.): Vernetztes Arbeiten – Design und Umwelt. Frankfurt am Main 1992
- Jeder Studierende muß an jedem Lehrer vorbei In: Angela Schönberger (Hg.): Neue Länder Neue Wege (Verlag Ernst & Sohn). Berlin 1993
- Die Ästhetik des Sachverhalts In: Festschrift der Kunsthochschule Berlin-Weißensee zum 50jährigen Bestehen. Berlin 1996
- Hückler, Alfred; Hentschel, Cornelia: >topomorph<. Designgeometrie – Grundlagen der Grundlagen In: Friedhelm Kürpig (Hg.): Ästhetische Geometrie – Geometrische Ästhetik. 6. Tagung der Deutschen Gesellschaft für Geometrie und Grafik. Aachen – Kornelimünster 24.–26. März 2010 (Shaker-Verlag). Aachen 2010, 40-
- 60 Jahre Rögnitz, das Gestalten der Form In: Öffnungszeiten. Papiere zur Designwissenschaft (Zeitschrift der FH Lübeck) 2011, Nr. 25
- Geometriken, Ernst Wasmuth Verlag, Tübingen 2014, ISBN 978-3-8030-3216-4

## Ausstellungen
- Geometrische Objekte Foyer-Ausstellung. Kunsthochschule Berlin-Weißensee, April/Mai 1981
- nebenher – Geometrische Konstruktionen und Fotografie Werkbund-Galerie Berlin, November 1999
- recht winklig – Durchdringungen Zeichnungen Collagen, Drucke, Reliefs, Skulpturen. Mies van der Rohe Haus, Berlin
- Zur Ästhetik (der Geometrie) des DIN –Formates Zeichnungen, Collagen, Drucke, Folienplots, Reliefs, Skulptur. Werkbund / DIN-Institut, Berlin
- DINformArt Zeichnungen, Collagen, Drucke, Folienplots, Skulpturen. Mathematikum, Gießen